# Kyle Lafferty
Kyle Lafferty (* 16. září 1987, Enniskillen, Severní Irsko, Spojené království) je severoirský fotbalový útočník a reprezentant v současnosti hrající za anglický klub Norwich City FC.

## Klubová kariéra
- Burnley FC (mládež)
- Burnley FC 2005–2008
- →  Darlington FC (hostování) 2006
- Rangers FC 2008–2012
- FC Sion 2012–2013
- US Città di Palermo 2013–2014
- Norwich City FC 2014–
- →  Çaykur Rizespor (hostování) 2015
- →  Birmingham City FC (hostování) 2016

Lafferty hrál ve své profesionální fotbalové kariéře za kluby Burnley FC, Darlington FC (oba Anglie), Rangers FC (Skotsko), FC Sion (Švýcarsko), US Palermo (Itálie), Norwich City FC (Anglie), Çaykur Rizespor (Turecko) a Birmingham City FC (Anglie).

## Reprezentační kariéra
Lafferty zaznamenal svůj debut za severoirský národní tým 21. května 2006 v přátelském utkání proti týmu Uruguaye (prohra 0:1). Střelecky exceloval v kvalifikaci na EURO 2016, ačkoli v klubu (Norwich City) prakticky nehrál. Se svým týmem se mohl v říjnu 2015 radovat z postupu na EURO 2016 ve Francii (byl to premiérový postup Severního Irska na evropský šampionát). Zúčastnil se EURA 2016 ve Francii, kam jej nominoval trenér Michael O'Neill.